# Pseudallodiscus
Pseudallodiscus is een geslacht van weekdieren uit de klasse van de Gastropoda (slakken).

## Soort
- Pseudallodiscus ponderi Climo, 1971

## Nieuwe soortnamen
- Pseudallodiscus spelaeus Climo, 1971 is ondergebracht in een nieuw geslacht met de soortnaam Mocella spelaeus (Climo, 1971)
- Pseudallodiscus tataensis Climo, 1971 is ondergebracht in een nieuw geslacht met de soortnaam Allodiscus tataensis (Climo, 1971)